# Amanhã Como Hoje
Pour plus de détails, voir Fiche technique et Distribution.
Amanhã Como Hoje (titre espagnol : Mañana como hoy) est une coproduction lusitano-espagnole en deux versions réalisée par Mariano Pombo, sortie en 1948.

## Fiche technique
- Réalisation : Mariano Pombo
- Assistants-réalisateurs : Fernando Palacios, Óscar Acúrcio
- Production : Doperfilme (Portugal), Peninsular Films (Espagne)
- Directeur de production : Vincente Sempere
- Distribution : Doperfilme (Portugal), Selecciones Fuster (Espagne)
- Scénario : Antonio Mas Guindal
- Directeur de la photographie : Willy Goldberger
- Musique originale : Jesús García Leoz
- Montage : Sara Ontañón
- Décors : Sigfrido Burmann, Enrique Calvo, Francisco Canet
- Costumes : Estevan
- Son : Antonio Alonso
- Pays d'origine :  Portugal,  Espagne
- Format : noir et blanc - 1,37:1 - 35 mm
- Durée : 73 minutes (Espagne), 71 minutes (Portugal, après coupures)
- Genre : comédie
- Date de sortie :
  -  Portugal : 19 août 1948
  -  Espagne : 25 octobre 1948

## Distribution
Version portugaise
- Leonor Maia : Vera
- Isabel de Castro
- Teresa Casal : Liana
- Augusto Fraga
- Brunilde Júdice
- Alves Da Costa
- Carlos Otero
- Carlos de Sousa

Version espagnole
- Ana Mariscal : Vera, mariée, un enfant, amoureuse de Miguel
- Alfredo Mayo : Miguel, un séducteur
- Elena Soto : Mery
- Tomás Blanco : Arturo, l'ami de Miguel, amoureux de Mery
- Teresa Casal : Liana
- Carlos Casaravilla : Alexis
- Julia Pachelo : la princesse
- José franco : Oscar
- Eduardo Fajardole capitaine

## Autour du film
- Le tournage s'est effectué en 1946.
- Il subsiste une copie de la version espagnole à la Filmoteca Española de Madrid mais la version portugaise a disparu.